# 2025년 파키스탄 홍수
2025년 파키스탄 홍수는 2025년부터 폭우로 인한 몬순 기간 전에 발생한 일련의 파괴적인 돌발 홍수로, 주로 파키스탄 카이베르파크툰크와주에 영향을 미쳤다. 이 홍수로 인해 상당한 인명 피해와 인프라 손상, 특히 스와트 계곡에 광범위한 이재민이 발생했다. 주 정부는 고립된 사람들을 신속하게 구조하지 못했다는 비판을 받았다.

## 배경
카이베르파크툰크와주 북부의 집중 호우와 돌발 홍수는 매년 반복되는 재앙이다. 이 지역은 몬순 계절(7월~9월)의 하천 홍수와 강한 국지성 강우 및 눈/빙하 녹음으로 인한 봄/여름 돌발 홍수를 겪는다.
2025년 6월 27일부터 28일까지 상류의 집중 강우로 스와트강이 급격히 불어나 돌발 홍수를 일으켰다. 강변에 모여 있던 수많은 관광객들이 갑작스러운 상황에 놀랐다.

## 피해

### 사망 및 부상
돌발 홍수로 650명 이상이 사망하고 880명 이상이 부상당했다. 사망자 중 최소 158명은 부네르구에서, 123명은 펀자브주에서 발생했다. 8월 14일부터 16일까지 총 344명이 사망했으며, 이 중 328명은 카이베르파크툰크와주에서 발생했다. 또한 428마리의 가축이 폐사했으며, 이 중 54마리는 신드주에서 발생했다. 48시간 동안 카이베르파크툰크와주에서 19명이 사망했으며, 이 중 13명은 스와트에서 사망했으며 남성 6명, 여성 5명, 어린이 8명이었다. 희생자 중에는 한 대가족 관광객 18명이 포함되어 있었고, 이 중 12구의 시신이 수습되었다. 다른 주에서 비와 관련된 사망자는 차르사다에서 2명, 샹글라에서 1명이었다.

### 피해
피해는 스와트, 아보타바드, 차르사다, 말라칸드, 샹글라, 로어디르, 토르가르를 포함한 여러 지역에서 1,676채의 건물, 이 중 562채가 완전히 파괴되었다.
광범위한 산사태와 돌발 홍수는 도로를 손상시키고 산악 지역의 지역 사회를 고립시켰다.

## 구조 및 대응

### 긴급 작전
카이베르파크툰크와주의 레스큐 1122는 스와트 8개 지역에 약 120명의 인력을 배치하여 수십 명을 구조했지만, 관계자들은 높은 작전 실패를 인정했다.
카이베르파크툰크와주 총리 알리 아민 간다푸르의 지시에 따라 페샤와르에 긴급 홍수 통제실이 설치되었다.
홍수 및 비상 상황에서 파키스탄 전역에서 1,594명이 구조되었다.

### 헬리콥터 추락
8월 15일, 카이베르파크툰크와주 정부가 운영하는 밀 Mi-17 헬리콥터가 악천후 속에서 바자우르구의 비 피해 지역에 구호품을 수송하던 중 추락하여 최소 5명이 사망했다. 이 항공기는 모흐만드구 상공에서 비행 중 연락이 끊겼다. 하루간 애도 기간이 선포되었다.

## 비판

### 펀자브 및 연방 정부로부터의 비판
- 펀자브주 정보부 장관 아즈마 부카리는 카이베르파크툰크와주의 시신 처리 방식에 대해 "매우 무례하다"며 쓰레기 트럭으로 운반하는 것을 비난했다. 그녀는 펀자브주 의회와 함께 간다푸르 주 총리의 도덕적 사퇴를 요구했다.[21][22]
- 연방 정보부 장관 아타울라 타라르는 이번 사건을 "정부의 실패"라고 묘사하며 왜 더 강력한 지도력 조치가 취해지지 않았는지 의문을 제기했다. 카이베르파크툰크와 주지사 파이살 카림 쿤디는 이 "수치스러운 실패"로 인해 간다푸르의 사퇴를 촉구하는 목소리에 동조했다.[23][24][25]

### 대중과 활동가들로부터의 비판
- 고립된 관광객들이 구조를 애원하는 소셜 미디어 영상은 헬리콥터 부재와 지연된 대응에 대한 대중의 분노를 불러일으켰다.[26]

- 일부는 카이베르파크툰크와주의 자원 한계를 옹호했지만, 다른 이들은 주 헬리콥터의 부재가 심각한 지연을 초래했다고 지적했다.[27]

## 여파

### 정부 책임
스와트의 고위 공무원 4명, 즉 스와트 부청장(DC), 레스큐 1122 지구 책임자 자히둘라 칸, 콰와자켈라의 테실 시 직원(TMO), 바부자이의 보조청장(AC)이 정직되었다. 각 피해자 가족에게 150만 루피의 보상금이 발표되었다. 카이베르파크툰크와주 수석비서관 샤합 알리 샤는 행동할 수 있는 '45분 창'이 있었음을 인정하고 대응 미흡으로 인해 "작은 실수가 큰 비극으로 변했다"고 언급했다.

### 구조 및 구호
레스큐 1122는 드론과 보트를 동원하여 스와트, 말라칸드, 샹글라에서 광범위한 노력을 기울여 홍수 발생 이틀 후 수십 명을 구조하고 실종자 수색을 집중적으로 진행했다.

### 불법 점유 단속
이번 비극 이후 카이베르파크툰크와주 당국은 강바닥 채굴을 전면 금지하고 스와트강을 따라 불법 호텔, 리조트 및 기타 불법 점유에 대한 단속을 시작했다.
바레인 보조청장이 이끄는 3인 위원회가 카이베르파크툰크와주 강 보호법(2014)을 위반한 건축물을 식별하고 제거하기 위해 설립되었다.

## 같이 보기
- 2025년 키슈트와르구 돌발 홍수, 같은 시기 인도에서 발생한 인근 기상 현상